# Јафа (фабрика)
Јафа (Jaffa) је фабрика кондиторских производа са седиштем у Црвенки у Србији. Позната је по производњи Јафа бисквита (Jaffa cakes) и Манчмелоуа (Munchmallow). Фабрика се придржава ИСО 9001, ИСО 22000 и ХАЦЦП принципа.

## Историјат
Фабрика Јафа основана је 1975. године у Црвенки, на иницијативу неколицине привредника тог краја. Примарна делатност јој је била производња бисквита. Од 1976. године Јафа производи Јафа бисквит (Jaffa cakes), а од 1981. и Манчмелоу (Munchmallow). Почев од 2000. године Јафа проширује свој асортиман артикала и разноврсност понуде. Почиње најпре производњу интегралног кекса O’кејк (O'cake), а потом обогаћује Јафа бисквит и Манчмелоу новим укусима. 
Године 2006. Јафа започиње производњу Чајног пецива и Домаћег кекса, а 2007. креће и са производњом традиционалног Петит Беур (Petit Beurre) кекса нудећи тржишту и посну варијанту – Поло кекс, Петит Чоко (Petit Choco) и Интегрални Петит. Октобра 2007. године појављују се и мини верзије Јафа бисквита и Петит Беура. Од јануара 2008. године Јафа производи слане грицкалице  почевши са мини верзијом хрскавог крекера, Так мини. Под истим брендом појављују се и Так ринг, Так рибице, Так микс (Tak mix), Так сир и Мини Так сир. Током 2008, године Јафа ја лансирала и вафел производ – Јафолитанке (Jaffolitanke) са какао кремом, као и Јафо Дуо (Jaffo Duo) наполитанке са какао и млечним кремом. 
Од 2009. Јафа продаје и Јафа бисквите са новим укусима – лимун и вишња, затим и нове укусе Манчмелуа који је овога пута у својој мини верзији – јагода и банана. Пред крај 2009. године интегралном кексу О’кејк се придружују и О’кејк са лешником и О’кејк са поморанџом и црном чоколадом. Наполитанке добијају укус лешника, лешник крема преливеног црном чоколадом и посутог лешницима, као и укус чоколаде са поморанџом.

## Производи
- Јафа бисквит (Jaffa cakes) (поморанџа, малина, вишња)
- Манчмелоу (Munchmallow) (класик, бела чоколада, дупли бисквит)
- Наполитанке (лешник, поморанџа, нугат, капучино, шлаг-чоколада, чоколада-лешник, млеко-чоколада, лимун-јагода, шварцвалд)
- О’кејк (O'cake) (класик, поморанџа, брусница, чоколада, вишња-чоколада, брусница-јогурт)
- Так (слани крекери) (оригинал, пикант, пица, сланина, димљени сир, так + умак мексичка салса, так + умак роштиљ сос)
- Јафа крем